# Музей історії та культури євреїв Білорусі
53°55′22″ пн. ш. 27°33′49″ сх. д. / 53.92275° пн. ш. 27.56375° сх. д.
Музей історії та культури євреїв Білорусі — мінський музей, створений для збереження і дослідження історії і культури білоруських євреїв.
Музей був заснований вченими-ентузіастами в квітні 2002 року за підтримки євреїв Білорусії та організації Джойнт в Білорусі. Музей включений в список музеїв Мінська. Тут зібрано понад 10 000 експонатів, документів, матеріалів і фотографій, що ілюструють багатовікову історію білоруських євреїв.
Музей активно відвідується школярами, студентами, людьми різного віку і національностей з Білорусії та інших країн світу.
Уся експозиція музею складаєтьсяз предметів та речей, залишеними музею в дар від місцевих жителів та їхніх нащадків.
Директор музею з моменту заснування до квітня 2012 року — кандидат історичних наук Герасимова Інна Павлівна. З травня 2012 до лютого 2019 року директором музею був Акопян Вадим Миколайович, а з березня 2019 року — Міколуцька Юлія Михайлівна.

## Виставки
За період роботи в музеї було проведено понад 40 виставок, що мають науково-дослідне значення, і багато які з них вперше експонувалися не тільки в Білорусії, але і в світі — наприклад, такі як «Людина і доля», "Я — з гетто ", « Єврейське опір в Білорусі. 1941—1944 рр.», «Єврейський театр в Білорусі в XX в.», «Синагоги Білорусі вчора і сьогодні» і багато інших.
Музей практикує пересувні виставки, які вже проводилися в Могильові, Гомелі, Бобруйську, Пінську.